# Nemico pubblico N. 1 - L'ora della fuga
Nemico pubblico N. 1 - L'ora della fuga (Mesrine: L'Ennemi public nº 1) è un film del 2008 diretto da Jean-François Richet, seconda parte di un dittico formato con Nemico pubblico N. 1 - L'istinto di morte (Mesrine: L'instinct de mort), che racconta la storia vera del gangster francese Jacques Mesrine.
Per la sua interpretazione del protagonista, Vincent Cassel ha vinto il Premio César per il miglior attore.

## Trama
Siamo nel 1972 quando il fuorilegge francese ritorna in patria, dopo aver condotto le sue losche attività (fu autore di numerose rapine e persino di un omicidio) per quattro anni in Canada.
Decide di allearsi con un altro killer soprannominato "La portaerei" con il quale, dopo una serie di rapine a mano armata, finisce in prigione da cui però riesce clamorosamente ad evadere, gesto che lo fa entrare nel mito collettivo di nemico pubblico e che viene impresso in una autobiografia.
In libertà, si avvicina agli ideali di estrema sinistra e conosce la sua futura compagna Sylvia. Ma la polizia francese gli è alle calcagna.

## Riconoscimenti
- Premi César 2009
  - Miglior regista
  - Miglior attore (Vincent Cassel)
  - Miglior sonoro
- Premi Lumière 2009
  - Miglior attore (Vincent Cassel)